# Барсуков, Анатолий Васильевич
Анатолий Васильевич Барсуков (род. 20 ноября 1951) — советский хоккеист, нападающий.

## Биография
На молодёжном уровне — игрок казанского СК имени Урицкого. В сезонах-1969/70 — 1970/71 играл в классе «Б» за «Спутник» Альметьевск. В сезонах-1971/72 — 1973/74 выступал за СК им. Урицкого, в апреле 1973 года провёл два матча за «Торпедо» Горький в высшей лиге. В сезонах-1974/75 — 1975/76 сыграл 35 матчей в высшей лиге за «Динамо» Рига, также выступал за «Латвияс Берзс» (1975/76 — 1976/77) и «Металлург» Череповец (1977/78 — 1986/87).